# 村田綾香
村田 綾香（むらた あやか、9月5日 - ）は、日本の女性声優。愛知県出身。マウスプロモーション所属。

## 略歴
2022年にマウスプロモーション附属俳優養成所に入所、2024年よりマウスプロモーションに所属。

## 人物
方言は名古屋弁。趣味・特技はクッキーの無限焼き、さつまいものお店巡り、絵を描くこと、ポジティブ変換。
さつまいもを扱っているお店を探しては、注文して料理の写真を撮り「おいもフォルダ」に保存している。

## 出演
太字はメインキャラクター。

### テレビアニメ
- 結婚するって、本当ですか（2024年）[初出 1]
- ロックは淑女の嗜みでして（2025年、ルイナ[3][初出 2]）
- その着せ替え人形は恋をする Season 2（2025年、クラスメイト[初出 3]）

### ゲーム
- プロジェクトセカイ カラフルステージ! feat. 初音ミク（2024年）
- 学園アイドルマスター（2025年、真城優[4]）

### ドラマCD
- ピンクハートジャム（女子生徒[1]）
- 偏愛ドラマティック・モンスター（2023年、女性会社員[5]）
- 二人でパパはじめました（2024年、係員、女性社員 他[6]）

### ボイスドラマ
- 学園アイドルマスター 初星学園放送部（2024年、真城優[7]）

### 吹き替え
- The Great British Bake Off S11（スーラ[1]）

### ラジオ
※はインターネット配信。
- 学園アイドルマスター 初星学園放送部（2024年 - 、ASOBI CHANNEL※） - メインパーソナリティ[7]

### 初出話一覧
1. ↑  第2話初出
2. ↑  第9話初出
3. ↑  第16話初出